# Presión sanguínea

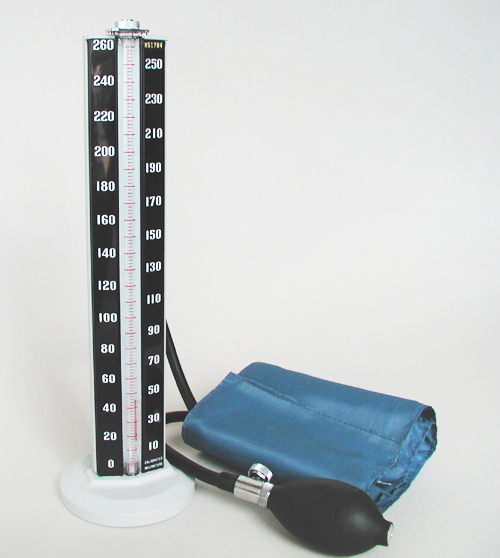
Tensiómetro clásico de mercurio.

La presión sanguínea es la tensión ejercida por la sangre que circula sobre las paredes de los vasos sanguíneos, y constituye uno de los principales signos vitales. La presión de la sangre disminuye a medida que la sangre se mueve a través de arterias, arteriolas, vasos capilares, y venas; el término presión sanguínea generalmente se refiere a la presión arterial, es decir, la presión en las arterias más grandes, las arterias que forman los vasos sanguíneos que toman la sangre desde el corazón. La presión arterial es comúnmente medida por medio de un esfigmomanómetro, que usa la altura de una columna de mercurio para reflejar la presión de circulación (ver Medición no invasiva más abajo). Los valores de la presión sanguínea se expresan en milímetros del mercurio (mmHg), a pesar de que muchos dispositivos de presión vascular modernos ya no usan mercurio.
La presión arterial varía durante el ciclo cardíaco de forma semejante a una función sinusoidal lo cual permite distinguir una presión sistólica que es definida como el máximo de la curva de presión en las arterias y que ocurre cerca del principio del ciclo cardíaco durante la sístole o contracción ventricular; la presión arterial diastólica es el valor mínimo de la curva de presión (en la fase de diástole o relajación ventricular del ciclo cardíaco). La presión media a través del ciclo cardíaco se indica como presión sanguínea media; la presión de pulso refleja la diferencia entre las presiones máxima y mínima medidas.
Los valores típicos para un ser humano adulto, sano, en descanso, son aproximadamente 120 mmHg (16 kPa) para la sístólica y 80 mmHg (11 kPa) para la diastólica (escrito como 120/80 mmHg, y expresado oralmente como "ciento veinte sobre ochenta"). Estas medidas tienen grandes variaciones de un individuo a otro. Estas medidas de presión sanguínea no son estáticas, experimentan variaciones naturales entre un latido del corazón a otro y a través del día (en un ritmo circadiano); también cambian en respuesta al estrés, factores alimenticios, medicamentos, o enfermedades. La hipertensión se refiere a la presión sanguínea que es anormalmente alta, al contrario de la hipotensión, cuando la presión es anormalmente baja. Junto con la temperatura del cuerpo, la presión sanguínea es el parámetro fisiológico más comúnmente medido.
Aunque a la presión sanguínea se la confunde con la presión arterial, se puede distinguir dos tipos de presión sanguínea:
- Presión venosa
- Presión arterial: Tiene dos componentes o medidas de presión arterial que son:

1. Presión sistólica o la alta.
2. Presión diastólica o la baja.

## Presión
La presión arterial (presión sanguínea en las arterias) puede registrarse fácilmente, sin esfuerzo y de manera indolora, lo que supone una ventaja tanto para los pacientes como para los médicos. Además la medición de la presión arterial tiene un coste mínimo. Estos factores convierten los controles de la presión en un método de reconocimiento disponible y aplicable en prácticamente cualquier lugar. La presión sanguínea se mide en milímetros de mercurio (mmHg). Los valores de presión arterial normales en los adultos se sitúan aproximadamente en 120/80 mmHg, a partir de 140/90 mmHg se habla de hipertensión arterial. La primera cifra se denomina “valor sistólico”; la segunda es el “valor diastólico”.
Una red de nervios, hormonas y estructuras cerebrales se encarga de regular la presión sanguínea. Es totalmente natural que fluctúe a corto plazo, debido por ejemplo a esfuerzos físicos, excitación mental, consumo de café u otros factores. Sin embargo, las oscilaciones continuadas de la presión arterial, en especial la hipertensión constante, han de ser evaluadas por el médico, puesto que pueden constituir un indicio de ciertas enfermedades o derivar en patologías graves como el infarto cardiaco o el accidente cerebrovascular.

## Fisiología
La presión arterial media (MAP) es la presión promedio medida sobre un ciclo cardíaco completo. Se trata de una media aritmética, pues está relacionado con la capacidad de perfusión de los tejidos del cuerpo. La forma sencilla de calcularla es:
MAP = PAD + (PAS - PAD)/3
La definición real es "el valor que tras integrar la curva de pulso deja la misma superficie encerrada por encima y por debajo de ese valor de presión".
La fluctuación hacia arriba y hacia abajo de la presión arterial resulta de la naturaleza pulsante del volumen cardiaco. La presión de pulso es determinada por la interacción del volumen de stroke contra la resistencia al flujo en el árbol arterial.
Las arterias más grandes, incluyendo las suficientemente grandes para verse sin ampliación, son conductos de baja resistencia con altos índices de flujos, que generan solamente pequeñas caídas en la presión (asumiendo que no hay un cambio aterosclerótico avanzado). Por ejemplo, con un sujeto en posición supina (acostado boca arriba), la sangre típicamente experimenta solo una caída de 5 mmHg (0,67 kPa) en la presión media, cuando viaja desde el corazón a los dedos del pie.
La fisiología moderna desarrolló el concepto de onda vascular de presión (VPW). Esta onda es creada por el corazón durante la sístole y se origina en la aorta ascendente, entonces viaja a través de las paredes de los vasos a las arterias periféricas mucho más rápidamente que la corriente sanguínea en sí misma. Allí, en las arterias periféricas, la onda de presión puede ser palpada como el pulso periférico. A medida que la onda es reflejada en las venas periféricas corre hacia atrás en una forma centrípeta. Donde se cruzan las crestas de la onda original y la reflejada, la presión dentro del vaso es más alta que la presión verdadera en la aorta. Este concepto explica la razón por la cual la presión arterial dentro de las arterias periféricas de las piernas y de los brazos es más alta que la presión arterial en la aorta, y alternativamente las presiones más altas vistas en el tobillo comparado al brazo con los valores normales del índice de presión braquial del tobillo.

### Regulación
La regulación endógena de la presión arterial no es entendida completamente. Actualmente han sido bien caracterizados tres mecanismos de regulación de la presión sanguínea:
- Reflejo barorreceptor: barorreceptores en varios órganos pueden detectar cambios en la presión arterial, y ajustan la media de la presión arterial alterando tanto la fuerza y la velocidad de las contracciones del corazón, como la resistencia periférica total.
- Sistema renina angiotensina aldosterona (RAAS): Este sistema es generalmente conocido por su ajuste a largo plazo de la presión arterial. Permite al riñón compensar la pérdida en el volumen de la sangre o caídas en la presión arterial al activar un vasoconstrictor endógeno conocido como angiotensina II.
- Liberación de aldosterona: Esta hormona esteroidea es liberada desde la corteza suprarrenal en respuesta a la angiotensina II o a altos niveles de potasio en el suero. La aldosterona estimula en los riñones la retención de sodio y la excreción de potasio. Debido a que el sodio es el principal ion que, por ósmosis, determina la cantidad de fluido en los vasos sanguíneos, la aldosterona aumentará la retención de fluido, e indirectamente, la presión arterial.

Estos diferentes mecanismos no son necesariamente independientes unos de otros, como se demuestra por la relación entre el RAAS y la liberación de aldosterona. Actualmente, el sistema RAAS es la diana farmacológica de los Inhibidores de la enzima convertidora de angiotensina y los antagonistas de los receptores de angiotensina II. El sistema de la aldosterona es afectado directamente por la espironolactona, un fármaco antagonista de la aldosterona. La retención de fluido puede ser tratada con diuréticos; el efecto antihipertensivo de los diuréticos es debido a su efecto sobre el volumen sanguíneo. Generalmente, el reflejo barorreceptor no es un objetivo farmacológico en la hipertensión, porque si se bloquea los individuos pueden sufrir de hipotensión ortostática y desfallecimiento.

## Fisiopatología

### Alta presión arterial
La diagnosis de anormalidades en la presión sanguínea puede requerir mediciones sucesivas. Puesto que la presión arterial varía en el día, las mediciones deben ser tomadas al mismo tiempo del día para asegurarse que las lecturas sean comparables. Las horas convenientes son: 
- Inmediatamente después de despertar, mientras el cuerpo todavía está descansando/inactivo (antes de lavarse/vestirse y antes de tomar el desayuno o una bebida).
- Inmediatamente después de finalizar el trabajo.

A veces es difícil cumplir estos requisitos en el consultorio médico; además, algunos pacientes se ponen nerviosos cuando su presión arterial es tomada en el consultorio, causando lecturas incrementadas (este fenómeno es llamado hipertensión de bata blanca). Tomar niveles de presión sanguínea en el hogar o el trabajo con un dispositivo casero de medición de presión sanguínea puede ayudar a determinar el verdadero rango de las lecturas de la presión arterial de una persona y evitar lecturas falsas por el efecto de la hipertensión de bata blanca. Los exámenes a largo plazo pueden ser hechos con un dispositivo ambulativo para medir la presión sanguínea que toma lecturas regulares de la presión arterial cada media hora en el curso de un día y una noche.
Aparte del efecto de la bata blanca, las lecturas de la presión arterial fuera de una instalación clínica generalmente son levemente más bajas en la mayoría de la gente. Los estudios que observaban los riesgos de la hipertensión y las ventajas de bajar la presión arterial en pacientes afectados estaban basados en lecturas en un ambiente clínico.
La presión arterial que excede los valores normales es llamada hipertensión arterial. En sí misma es solamente un problema agudo (ver emergencia hipertensiva). Pero debido a sus efectos indirectos a largo plazo (y también como indicador de otros problemas) es una preocupación seria para los médicos que la diagnostican.
Todos los niveles de presión arterial ponen estrés mecánico en las paredes arteriales. Presiones más altas aumentan la carga de trabajo del corazón y la progresión del crecimiento malsano de tejido (ateroma) que se desarrolla dentro de las paredes de las arterias. Cuanto más alta es la presión, se presenta más estrés y tiende a progresar más el ateroma, y el músculo del corazón tiende a engrosarse, agrandarse, y hacerse más débil con el tiempo.
La hipertensión persistente es uno de los factores de riesgo para los accidentes cerebrovasculares, ataques cardíacos, paros cardíacos, aneurismas arteriales, y es la causa principal de la falla renal crónica. Incluso la elevación moderada de la presión arterial lleva a una esperanza de vida acortada. En presiones severamente altas, o presiones arteriales medias de 50 % o más sobre el promedio, una persona no puede esperar vivir más que algunos años a menos que sea apropiadamente tratada.
En el pasado, la mayor parte de la atención era prestada a la presión diastólica, pero hoy en día es reconocido que son también factores de riesgo la alta presión sistólica y la alta presión de pulso (la diferencia numérica entre las presiones sistólicas y diastólicas). En algunos casos, parece que una excesiva disminución de la presión diastólica puede realmente aumentar el riesgo, debido probablemente a la diferencia creciente entre las presiones sistólicas y diastólicas (ver el artículo sobre la presión de pulso).

### Presión arterial baja
La presión sanguínea que es demasiado baja se conoce como hipotensión. La semejanza en la pronunciación con la hipertensión puede causar confusión.
La presión sanguínea baja puede ser un signo de enfermedad severa y requiere la atención médica urgente.
Cuando la presión arterial y el flujo de sangre disminuyen más allá de cierto punto, la perfusión del cerebro disminuye críticamente (es decir, la fuente de sangre no es suficiente), causando mareos, vértigos, debilidad y el desfallecimiento.

## Medición
La presión arterial puede ser medida no invasiva o invasivamente (penetrando la piel y la arteria midiendo dentro del vaso sanguíneo). La segunda, generalmente está restringida a las instalaciones de un hospital.

### Medición no invasiva
Las mediciones no invasivas por auscultación (del latín escuchar) y oscilométrica, son más simples y más rápidas que las mediciones invasivas, requieren menos pericia para llevarlas a cabo, virtualmente no tienen complicaciones, y son menos desagradables y dolorosas para el paciente. Sin embargo, las mediciones no invasivas pueden tener una exactitud algo más baja y pequeñas diferencias sistemáticas en los resultados numéricos. Los métodos de medición no invasivos son más comúnmente usados para exámenes y monitoreos rutinarios.

#### Métodos de palpación
Un valor sistólico mínimo puede ser estimado aproximadamente por palpación, sin ningún equipo, un método usado más frecuentemente en situaciones de emergencia. La palpación de un pulso radial indica una presión sanguínea mínima de 80 mmHg (11 kPa), un pulso femoral indica por lo menos 70 mmHg (9,3 kPa), y un pulso en la arteria carótida un mínimo de 60 mmHg (8,0 kPa). Sin embargo, un estudio indicó que este método no era lo suficientemente exacto y con frecuencia sobrestimaba la presión sanguínea sistólica del paciente. Un valor más exacto de la presión sanguínea sistólica puede ser obtenido con un esfigmomanómetro y palpando para cuando retorna un pulso radial. Debido a que una presión diastólica no puede ser obtenida con este método, las presiones arteriales obtenidas por la palpación se anotan como "<systolic>/P".

#### Métodos de auscultación

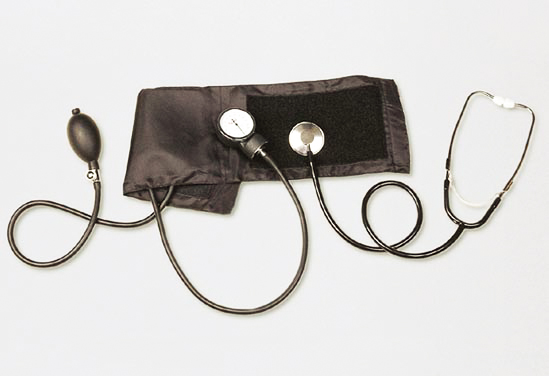
Método auscultatorio anaeroide con esfigmomanómetro y estetoscopio.

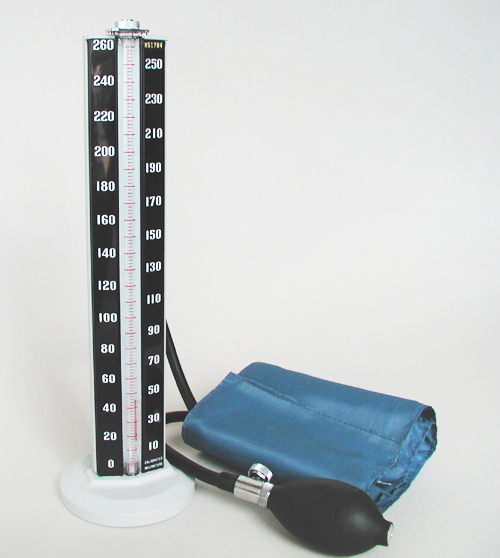
Manómetro de mercurio.

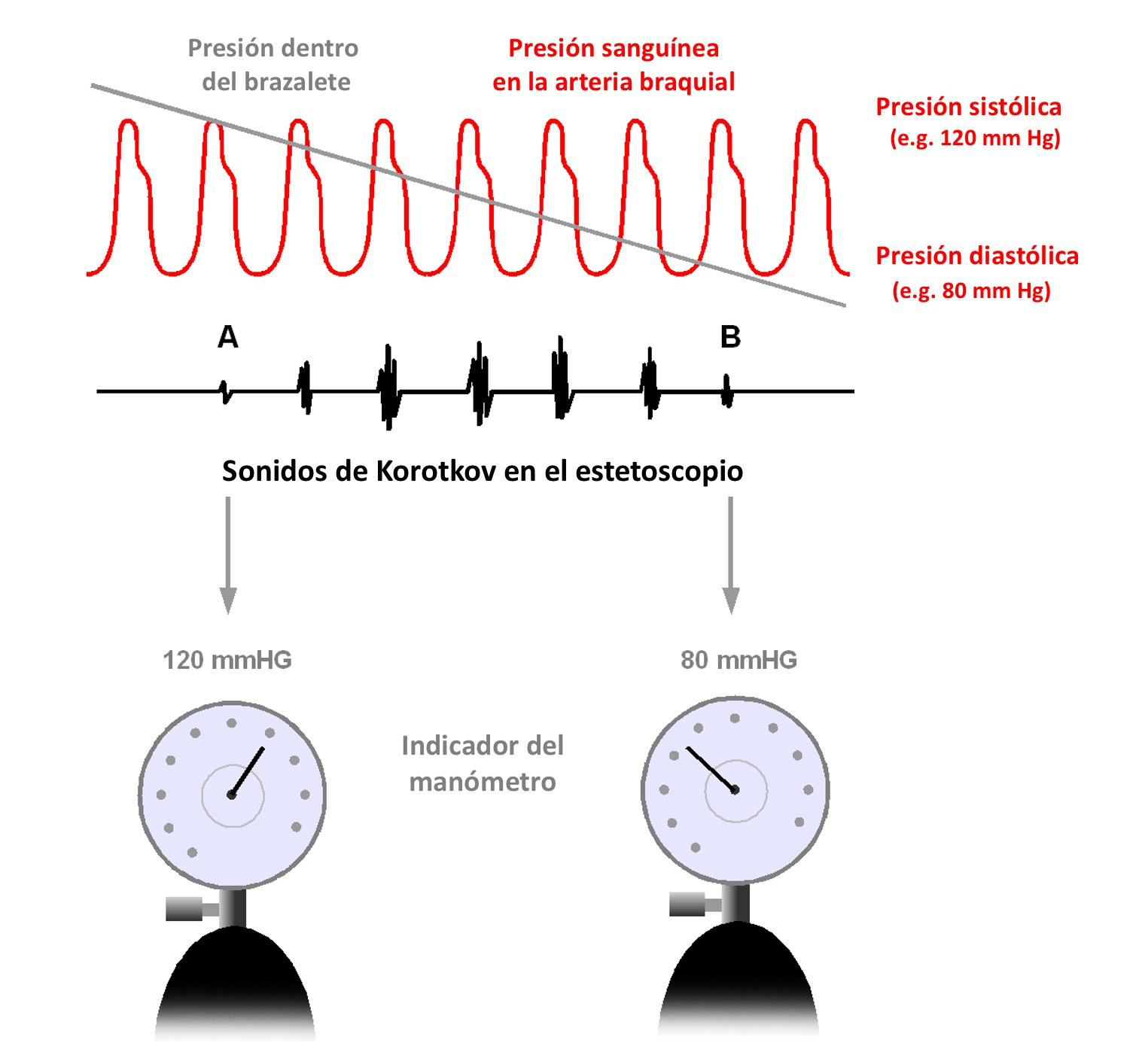
Explicación de cómo se mide la presión sanguínea basado en los sonidos de Korotkow

El método auscultorio usa un estetoscopio y un esfigmomanómetro. Esto abarca un brazalete inflable (Riva-Rocci) que se coloca alrededor de la parte superior del brazo izquierdo(puede ser tomada en el derecho pero sería erróneo pues la medición obtenida no sería exacta debido al recorrido propio de las arterias), arriba del codo, a aproximadamente la misma altura vertical que el corazón, que va conectado a un manómetro de mercurio o aneroide. El manómetro de mercurio, que se considera el estándar de oro para la medición de la presión sanguínea, mide la altura de una columna del mercurio, dando un resultado absoluto sin la necesidad de calibración, y por lo tanto no sujeto a los errores y a la posible inexactitud de la calibración que afectan a otros métodos. El uso de los manómetros de mercurio es a menudo requerido en pruebas clínicas y para la medición clínica de la hipertensión en pacientes de riesgo elevado, como las mujeres embarazadas.
Un brazalete del tamaño apropiado es ajustado e inflado manualmente al apretar repetidamente un bulbo de goma hasta que la arteria braquial es ocluida totalmente. Escuchando con el estetoscopio la arteria braquial en el codo, el examinador libera lentamente la presión en el brazalete. Cuando la sangre apenas comienza a fluir en la arteria, el flujo turbulento crea un "silbido" o palpitación (primer sonido de Korotkoff). La presión en la cual este sonido se oye primero es la presión sanguínea sistólica. La presión del brazalete sigue liberándose hasta que no se puede oír ningún sonido (quinto sonido de Korotkoff) en la presión sanguínea diastólica. A veces, la presión es palpada (sentida a mano) para conseguir una estimación antes de la auscultación.

#### Métodos oscilométricos
Los métodos oscillométricos a veces son usados en mediciones a largo plazo y a veces en la práctica general. El equipo es funcionalmente similar al del método auscultatorio, pero, en vez de usar el estetoscopio y el oído del experto, tiene en el interior un sensor de presión electrónico (transductor) para detectar el flujo de sangre. En la práctica, el sensor de presión es un dispositivo electrónico calibrado con una lectura numérica de la presión sanguínea. A diferencia del intrínsecamente exacto manómetro del mercurio, para mantener la exactitud, la calibración debe ser chequeada periódicamente. En la mayoría de los casos el brazalete es inflado y desinflado por una bomba y una válvula operadas eléctricamente, que se pueden ajustar en la muñeca (elevada a la altura del corazón), aunque se prefiera la parte superior del brazo. Estos instrumentos varían ampliamente en exactitud, y deben ser chequeados en intervalos específicos y recalibrados si fuera necesario.
La medición oscilométrica requiere menos habilidad que la técnica auscultatoria, y puede ser conveniente para uso del personal no experimentado y para la supervisión automatizada del paciente en su hogar.

El brazalete es inicialmente inflado a una presión superior a la presión sanguínea sistólica, y después, durante un período de cerca de 30 segundos, se reduce hasta llegar a un nivel por debajo de la presión diastólica. Cuando el flujo de sangre es nulo (presión del brazalete excediendo la presión sistólica), o sin obstáculo (presión del brazalete debajo de la presión diastólica), la presión del brazalete será esencialmente constante. Es esencial que el tamaño del brazalete sea el correcto: los brazaletes de tamaño insuficiente pueden dar una presión demasiado alta, mientras que los brazaletes de gran tamaño muestran una presión demasiado baja. Cuando el flujo de sangre está presente, pero restringido, la presión del brazalete, que es monitoreada por el sensor de presión, variará periódicamente en sincronía con la expansión y contracción cíclicas de la arteria braquial, es decir, oscilará. Los valores de la presión sistólica y diastólica son computados usando un algoritmo, no son realmente medidos desde los datos en bruto. Los resultados computados son exhibidos en una pantalla.
Los monitores oscilométricos pueden producir lecturas inexactas en pacientes con problemas en el corazón y la circulación, esto incluye esclerosis arterial, arritmia, preeclampsia, pulso alternante, y pulso paradójico.
En la práctica, los diferentes métodos no dan resultados idénticos; un algoritmo y los coeficientes experimentales obtenidos son usados para ajustar los resultados oscilométricos para dar lecturas que sean similares, tanto como sea posible, con los resultados de la auscultación. Algunos equipos usan el análisis asistido por computadora de la forma de onda de la presión arterial instantánea para determinar los puntos sistólicos, medios, y diastólicos. Puesto que muchos dispositivos oscilométricos no se han validado, se debe tener precaución dado que la mayoría no son adecuados en instalaciones clínicas y cuidados intensivos.

### Medición invasiva
La presión sanguínea arterial (BP) es más precisamente medida invasivamente a través de una línea arterial. La medición invasiva de la presión arterial con cánulas intravasculares implica la medición directa de la presión arterial colocando una aguja de cánula en una arteria (usualmente las arterias radial, femoral, dorsal del pie o braquial). Esto es hecho en un hospital generalmente por un anestesiólogo o un cirujano.
La cánula se debe conectar con un sistema lleno de fluido estéril, que está conectado con un transductor de presión electrónico. La ventaja de este sistema es que la presión está constantemente supervisada latido por latido, y puede ser exhibida una forma de onda (un gráfico de presión versus tiempo). Esta técnica invasiva es regularmente empleada en la medicina humana y veterinaria de cuidados intensivos, anestesiología, y para propósitos de investigación.
La canulación para el monitoreo invasivo de la presión vascular está frecuentemente asociada a complicaciones como trombosis, infecciones, y hemorragia. Los pacientes con monitoreo arterial invasivo requieren una supervisión muy cercana, pues hay un peligro de hemorragia severa si la línea llega a desconectarse. Es generalmente reservada para los pacientes donde son anticipadas variaciones rápidas en la presión arterial.
Los monitores invasivos de presión vascular son sistemas de monitoreo de presión diseñados para adquirir la información de la presión para la exhibición en una pantalla y el procesamiento. Hay una variedad de monitores invasivos de presión vascular para trauma, cuidado intensivo, y usos en la sala de operaciones. Estos incluyen los de presión simple, presión dual, y el de multiparámetro (es decir presión/temperatura). Los monitores pueden ser usados para la medida y el seguimiento de la presión arterial, venosa central, arterial pulmonar, auricular izquierda, auricular derecha, arterial femoral, de la vena o arteria umbilical, e intracraneal.
Los parámetros de la presión vascular son derivados en el sistema de microcomputador del monitor. Generalmente, las presiones sistólicas, diastólicas, y media son exhibidas simultáneamente para formas de onda pulsátiles (es decir, arterial y pulmonar arterial). Algunos monitores también calculan y exhiben la presión de perfusión cerebral (CPP). Normalmente, una tecla de cero en el frente del monitor hace que la presión se ponga en cero extremadamente rápida y fácilmente. Los límites de la alarma se pueden ajustar para asistir al profesional médico responsable de observar al paciente. Las alarmas alta y baja pueden ser ajustadas en los parámetros de la temperatura exhibidos.

### Monitoreo en el hogar
Hasta el 25 por ciento de los pacientes diagnosticados con hipertensión no la sufren, sino que tienen hipertensión de bata blanca (presión arterial elevada específicamente durante los exámenes médicos, probablemente como resultado de la ansiedad),[cita requerida] así que un monitoreo en el hogar de la presión arterial bien realizado, puede prevenir la ansiedad innecesaria, así como una costosa y potencialmente peligrosa terapia, en muchos millones de personas por todo el mundo. 
El monitoreo de la presión arterial en el hogar proporciona a través del día, una medición en diferentes horas y en diferentes ambientes, tales como en el hogar y en el trabajo. El monitoreo de la presión arterial puede ayudar en el diagnóstico de la alta o baja presión arterial. Igualmente, puede ser usado para monitorear los efectos de la medicación o los cambios en el estilo de vida tomados para bajar o regular los niveles de la presión arterial.
Para realizar el  monitoreo de la presión arterial desde casa con efectividad se puede recurrir a los tensiómetros digitales, de marcas conocidas y certificadas, como Omron. Es importante que estos estén validados por aunque sea una de las siguientes asociaciones: la British Hypertension Society, o aparecer en el listado de la Sociedad Española de Hipertensión (SEH-LELHA).